# Raggedy Rose
Raggedy Rose (bra: A Trapaça da Trapeira) é um filme mudo norte-americano de 1926 em longa-metragem, do gênero comédia, dirigido por Richard Wallace.
Cópia do filme encontra-se conservada.

## Elenco
- Mabel Normand ... Raggedy Rose
- Carl Miller ... Ted Tudor
- Max Davidson ... Moe Ginsberg
- James Finlayson ... Simpson Sniffle
- Anita Garvin ... Janice
- Luara La Varnie
- Jerry Mandy